# Azotti Presents WHITE STAR "MCMLXXXV" 1985
Azotti Presents WHITE STAR «MCMLXXXV» 1985 — мініальбом у форматі вінілової платівки українського музиканта Azotti.

## Загальна інформація

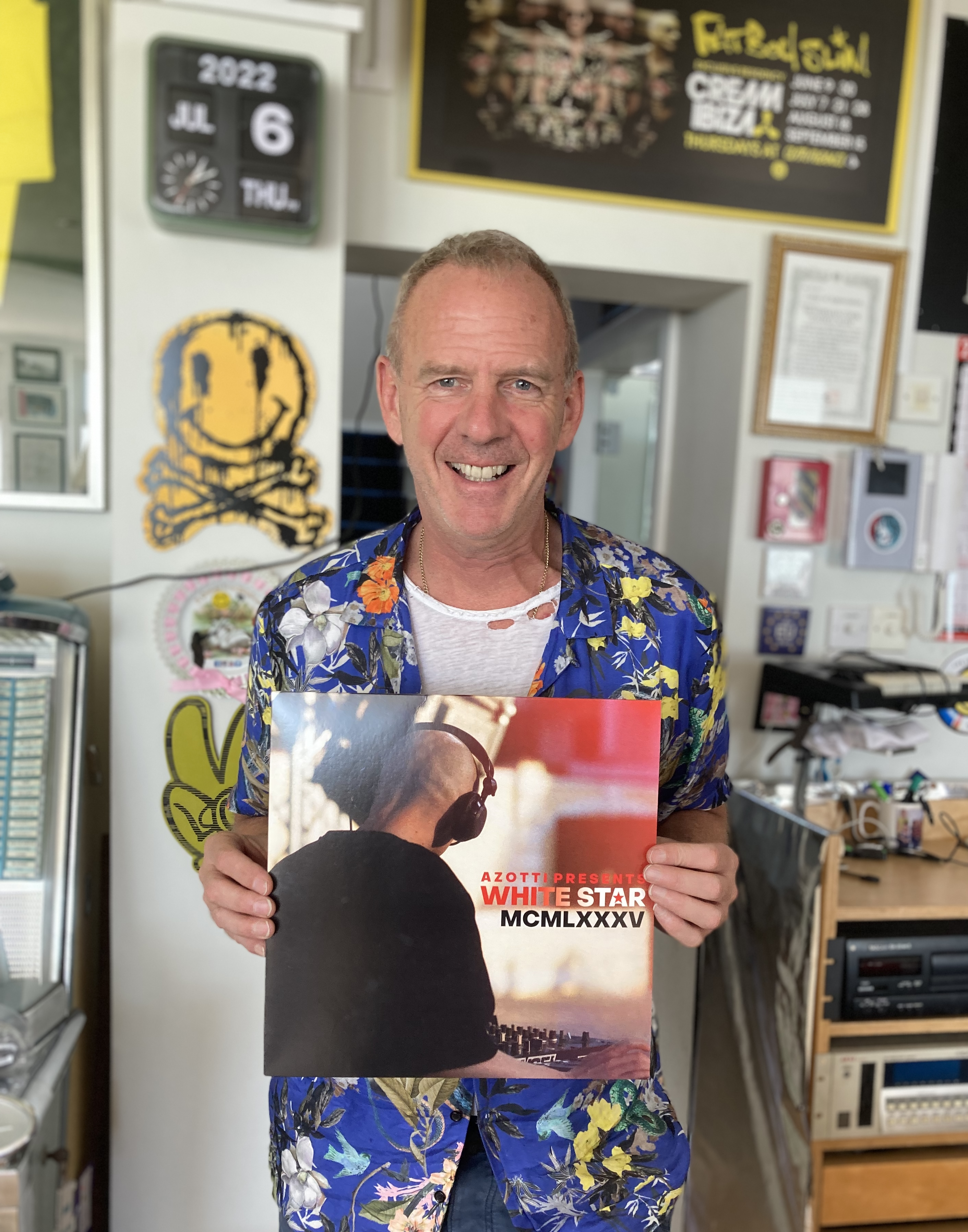
Fatboy Slim тримає вініловий альбом 'MCMLXXXV' від нового проекту Azotti «WHITE STAR»

Презентація альбому відбулась 15 квітня 2023 року український DJ разом з новим проектом WHITE STAR. Випуск вінілу проспонсорували Голландці в особі лейблу ‘Black Hole Recordings’, особисто Arny Bink (директор лейблу та продюсер діджея Tiesto), випуском вінілу займався Британський виробник вінілових платівок ‘The Record Republic’ (диерктор — Chris Hampshire). Видання позиціонується як ексклюзивне, лімітоване, колекційне, накладом 300 копій.
На платівці представлено 4 роботи, одна нова MCMLXXXV і 3 «First Kiss, Day And Night, Fallen Dreams» які були випущені раніше, проте з деякими змінами і новим мастерингом. Дві з яких були написані спільно з Голландським гуртом Bagga Bownz гітарний «Day And Night» і вокальний «Fallen Dreams». На зворотній стороні вінілової платівки є патріотична українська символіка і тексти подяки.
24 лютого 2023 року треки з цього мініальбому були випущені окремим релізом як LP в цифровому варіанті на лейблі Magik Muzik
За словами автора, ідея для треку спочатку була натхнена фільмом BladeRunner 2049. Головний меседж — показати, «яким гарним та європейським містом був Київ до війни та що зробили окупанти зі столицею під час широкомасштабного наступу. Ми хочемо показати усьому світу, яке красиве у нас місто. Та, на жаль, які злочини вчинив ворог, Російська Федерація». Назва — це рік народження автора 1985 на латині.". Перед початком продажу вінілу, Azotti спільно з українським проектом «FLYUA» створили відео кліп для треку 'MCMLXXXV' який презентували на роковини широкомасштабного вторгнення 24 лютого 2023 року.
Кошти з продажу вінілу планується спрямувати на допомогу Збройним Силам України.
Платівку вже придбали та підтримали відомі артисти такі як Британець Fatboy Slim, Голландський діджей та продюсер Armin van Buuren, Німецький дизайнер-стиліст Frank Wilde, Фінський проект Super8 & Tab, Співачка Linnea Schossow, Британський співак Christian Burns, Художниця Maya Hayuk, Arjan Rietvink та багато інших.

## Треки
- A1. Azotti presents WHITE STAR — MCMLXXXV (Extended Mix) 06:48
- A2. Azotti — First Kiss (2022 Peaceful Remastering) 06:58
- B1. Azotti feat. Bagga Bownz — Day And Night (Original Mix) 08:03
- B2. Azotti feat. Bagga Bownz — Fallen Dreams (Original Mix) 06:49

## Учасники
- вокал — Claudia Soumeru
- мастеринг — Pieter De Wagter
- фотографії — Maryna Rise
- дизайн Yuri Denysenko